# ويليام إس. فرنسيس
ويليام إس. فرنسيس (بالإنجليزية: William S. Holman)‏ هو قاضي ومحامي وسياسي أمريكي، ولد في 6 سبتمبر 1822، وتوفي في 22 أبريل 1897. حزبياً، نشط في الحزب الديمقراطي. وقد انتخب عضو مجلس نواب إنديانا وانتخب عضو مجلس النواب الأمريكي.